# Halfway (Irlandia)
Halfway (irl. Leath Slighe) – miasto w hrabstwie Cork w Irlandii.
Nazwa miejscowości pochodzi od położenia w połowie drogi pomiędzy miastami Cork i Bandon. Wskutek rozwoju miasta Cork i zmiany infrastruktury drogowej znajduje się obecnie bliżej Cork, tj. około 10 km od portu lotniczego Cork.